# Ulpià d'Ascaló
Ulpià (en grec antic: Οὐλπιανός, llatí: Ulpianus) va ser un sofista de l'antiga Grècia natural d'Ascaló que va viure en temps de Constantí i va escriure diverses obres retòriques.
Tot i que Ulpià sembla haver estat un mestre de gran influència com a retòric, se sap poc de la seva persona. Provinent d'Ascaló quan Judea era sota domini de l'emperador Constantí el Gran, es va desplaçar a Èmesa on va començar a impartir classes de retòrica, establint-se finalment en Antioquia, on va esdevenir el sofista de més prestigi de la ciutat, predecessor de Libani i Zenobi. Entre els seus alumnes van destacar Proeresi, Macedoni, i el jove Libani. Probablement degué morir l'any abans que Libani es traslladés a Atenes, el 330.
Pel que fa a la seva obra, va ser autor de nombrosos discursos i tractats de retòrica, tots perduts. Pel que sembla, és l'autor al qual es refereixen en diverses ocasions uns escolis als discursos de Demòstenes.
Evagri va preservar un fragment d'un dels seus discursos, i també l'esmenten, sense citar-lo directament, la Suda, Libani i Eunapi.